# Koło Sprawy Bożej

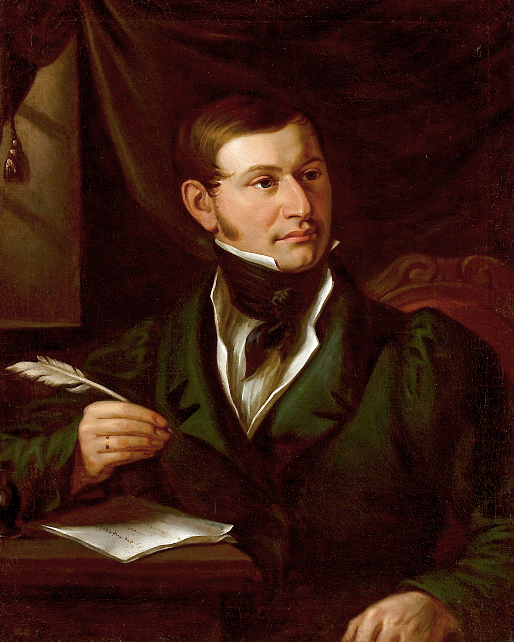
Andrzej Towiański

Koło Sprawy Bożej (organizacja towiańczyków) – ruch moralno-religijny, założony w Paryżu z inicjatywy Andrzeja Towiańskiego 1 czerwca 1842, działający do 1878. Towiańczycy wierzyli w nadejście nowej epoki, przybliżającej nadejście Królestwa Bożego na ziemi, doniosłą rolę narodu polskiego w procesie dziejowym, krytykowali również zinstytucjonalizowane formy religijne. Byli przekonani, że każdy człowiek posiada wewnątrz siebie ukrytą wiedzę absolutną ofiarowaną mu przez Boga. Do Koła należało wielu przedstawicieli polskiej emigracji, m.in. Adam Mickiewicz, Juliusz Słowacki, Michał Szweycer i Seweryn Goszczyński.

## Działalność Koła
Koło Sprawy Bożej zaczęło się formować po wystąpieniu Towiańskiego w katedrze Notre-Dame 27 września 1841, w którym wyjaśniał on założenia swojej filozofii. W organizację sekty aktywnie włączył się Adam Mickiewicz, a pierwsze jej oficjalne zebranie odbyło się 1 czerwca 1842. Początkowo do Koła należało 17 osób, liczba ta zaczęła z czasem rosnąć, organizacja nie liczyła jednak nigdy więcej niż 100 członków. Filozofia towiańczyków (opierająca się na przekonaniu, że ówczesny moment dziejowy jest przełomowy dla Polski i świata, a grupowa praca może przyspieszyć nadejście nowej epoki, opartej na walce ze złem i religijności) zyskiwała jej popularność wśród polskich emigrantów, zniechęconych polityczną bezsilnością i spragnionych doniosłego czynu. Była jednak krytykowana zarówno przez liberalnych demokratów, jak i przez konserwatywne kręgi kościelne. Towiańczycy wierzyli, że jednostki zgromadzone w Kole stworzą tzw. „hufiec boży”, mający szczególne znaczenie w przybliżaniu Królestwa Bożego; rolę taką przypisywali również wybranym narodom (w tym narodowi polskiemu). Organizacja pragnęła reformy Kościoła katolickiego, próbowała więc wprowadzić świeckie formy kapłaństwa, nazywane „obrządkami nowego zakonu”. Usiłowała bezskutecznie pozyskać dla swojej sprawy papieża Grzegorza XVI. Jednym z najaktywniejszych członków Koła, włączającym się w tworzenie rytuałów i organizację społeczności był Mickiewicz (nazywany wśród towiańczyków Bratem-Wieszczem). Mickiewicz stał się również naczelnikiem paryskiego Koła po tym, jak 19 lipca 1842 Towiański został zmuszony przez władze francuskie do opuszczenia kraju. Odtąd założyciel przedstawiał Mickiewiczowi (a później także Karolowi Różyckiemu) swoje instrukcje listownie. Wspólnota w tym okresie zmieniła się w sektę. Wprowadzono ścisłą hierarchię, kontrolę wszystkich dziedzin życia członków, publiczną spowiedź w Kole. Z czasem Mickiewicz odsunął się od Towiańskiego (zrażony jego niechęcią do działań zbrojnych oraz wzrastającą tyranią) i w kwietniu 1846 opuścił go, zakładając własne Koło. Rozłam w Sprawie Bożej spowodował też tzw. „Akt Chodźki”, odczytany na zebraniu 29 listopada 1844. Był to list do cara Mikołaja I, w którym kierownictwo Koła określało wzajemny stosunek Polaków i Rosjan w duchu miłości bliźniego, niezależnie od polskiej nienawiści do zaborców. Dokument ten zbulwersował zebranych, Juliusz Słowacki wyraził gwałtowny protest, natomiast pułkownik Mikołaj Kamieński odszedł z sekty. Chociaż Towiańskiemu udało się na powrót zintegrować wyznawców, to jednak rola Koła stopniowo malała. Organizacja nie rozpadła się po śmierci założyciela w 1878. Kontynuowano ją głównie w Turynie, gdzie Towiański miał wielu zwolenników, nawet w kręgu profesorów i senatorów.

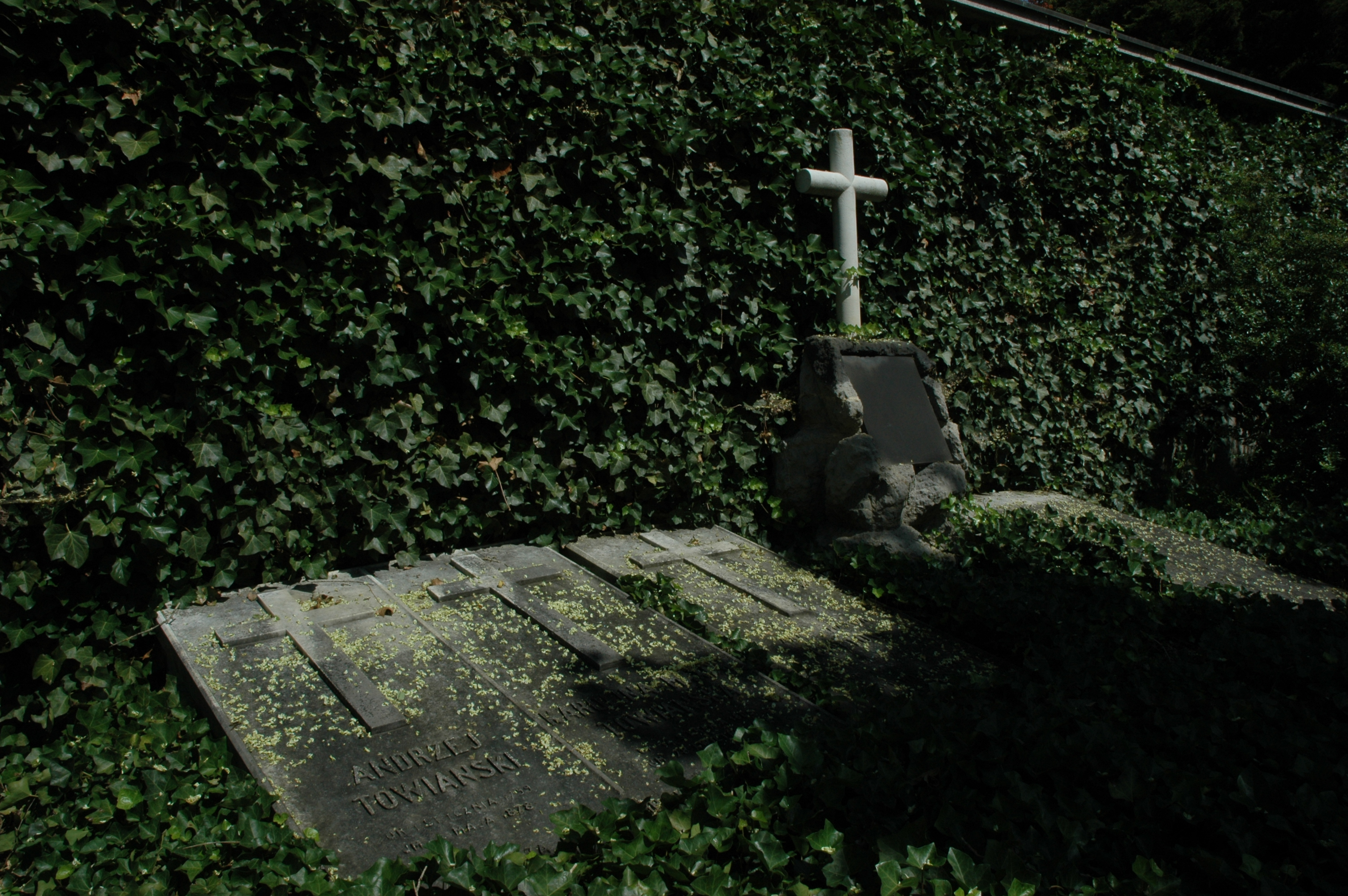
Groby członków Koła Sprawy Bożej na cmentarzu Sihlfeld w Zurychu.